# Ihosy (rivier)
De Ihosy  is een rivier in Madagaskar. De rivier stroomt door de gelijknamige plaats Ihosy waar de rivier zijn naam aan te danken heeft. De Ihosy kent zijn oorsprong in de heuvels van de regio Betsiboka.